# Edificio Legislativo de Yukón
El Edificio Legislativo de Yukón (en inglés, Yukon Legislative Building) es un edificio de gobierno situado en la ciudad de Whitehorse, la capital del territorio de Yukón (Canadá). Alberga la Asamblea Legislativa de Yukón. Ubicado en , Yukón, el edificio es una estructura revestida de acero blanco de tres pisos. El complejo está ubicado junto al río Yukón y al Rotary Park.

## Historia
Antes de mudarse a Whitehorse, la legislatura se reunió en el Edificio de Administración del Gobierno Territorial de Yukón en Dawson City desde 1907 hasta 1953 (ahora sede de un campus satélite de la Universidad de Yukón). De 1953 a 1976, la Legislatura se reunió en Whitehorse, primero en Old Post Office (Edificio de Servicios del Gobierno construido en 1901 y demolido en 1962), luego en el Edificio Federal (demolido en la década de 1990), luego en el Edificio Lynn en Steele Street. En 1976, la legislatura se trasladó a su ubicación actual en el nuevo edificio de la administración territorial que fue inaugurado el martes 25 de mayo por Jules Leger, el gobernador general de Canadá. En 1974, el Consejo del Territorio de Yukón asumió un nuevo nombre, la Asamblea Legislativa de Yukón, y después de 1978 los candidatos fueron elegidos como miembros de partidos políticos.

## Inquilinos

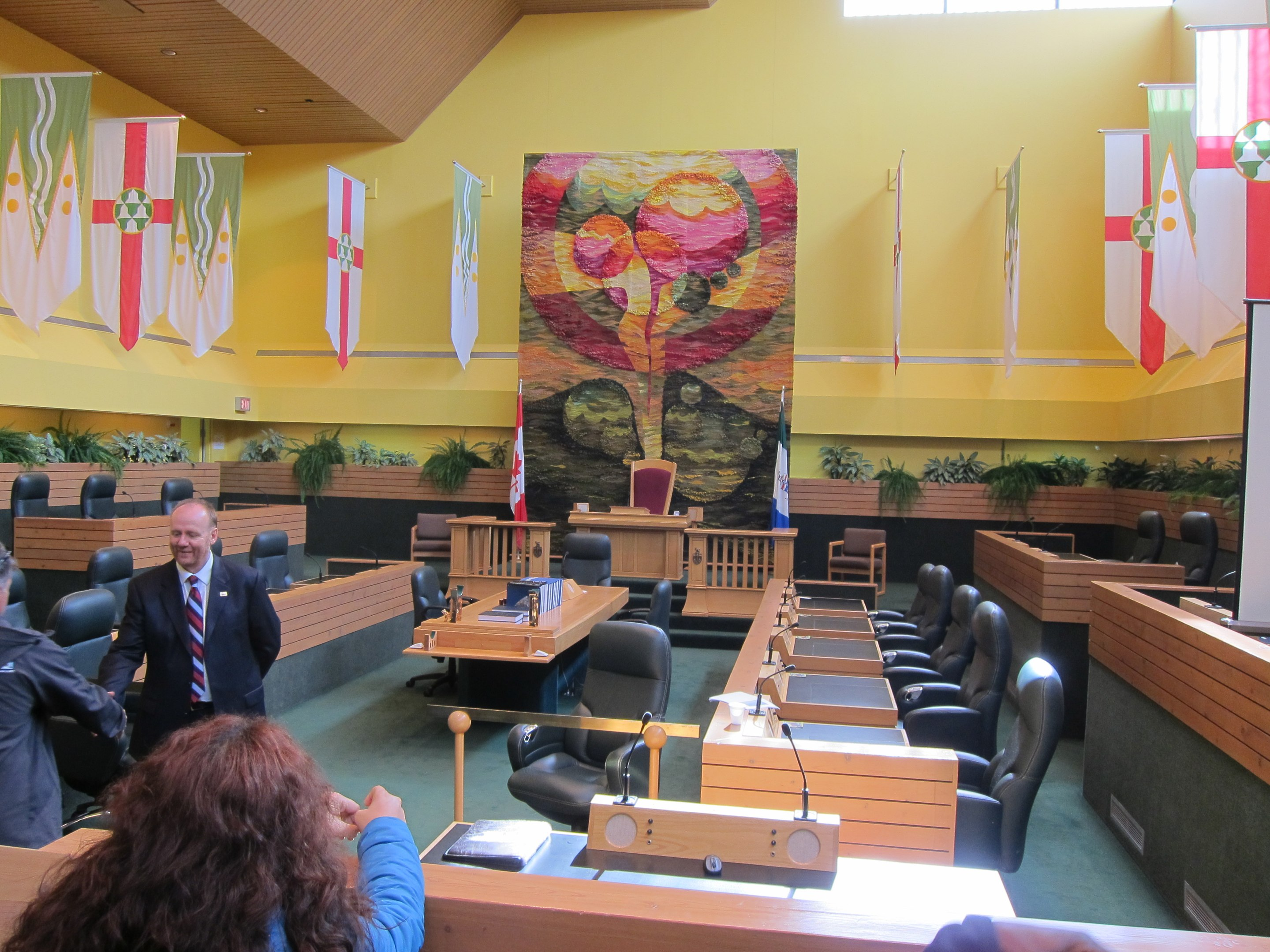
Asamblea Legislativa de Yukón

El edificio alberga la mayoría de los departamentos del gobierno de Yukón y es la sede de la Asamblea Legislativa. Tanto la Asamblea Legislativa como el Consejo Ejecutivo se encuentran en la misma cámara.